# David Clark, Baron Clark of Windermere

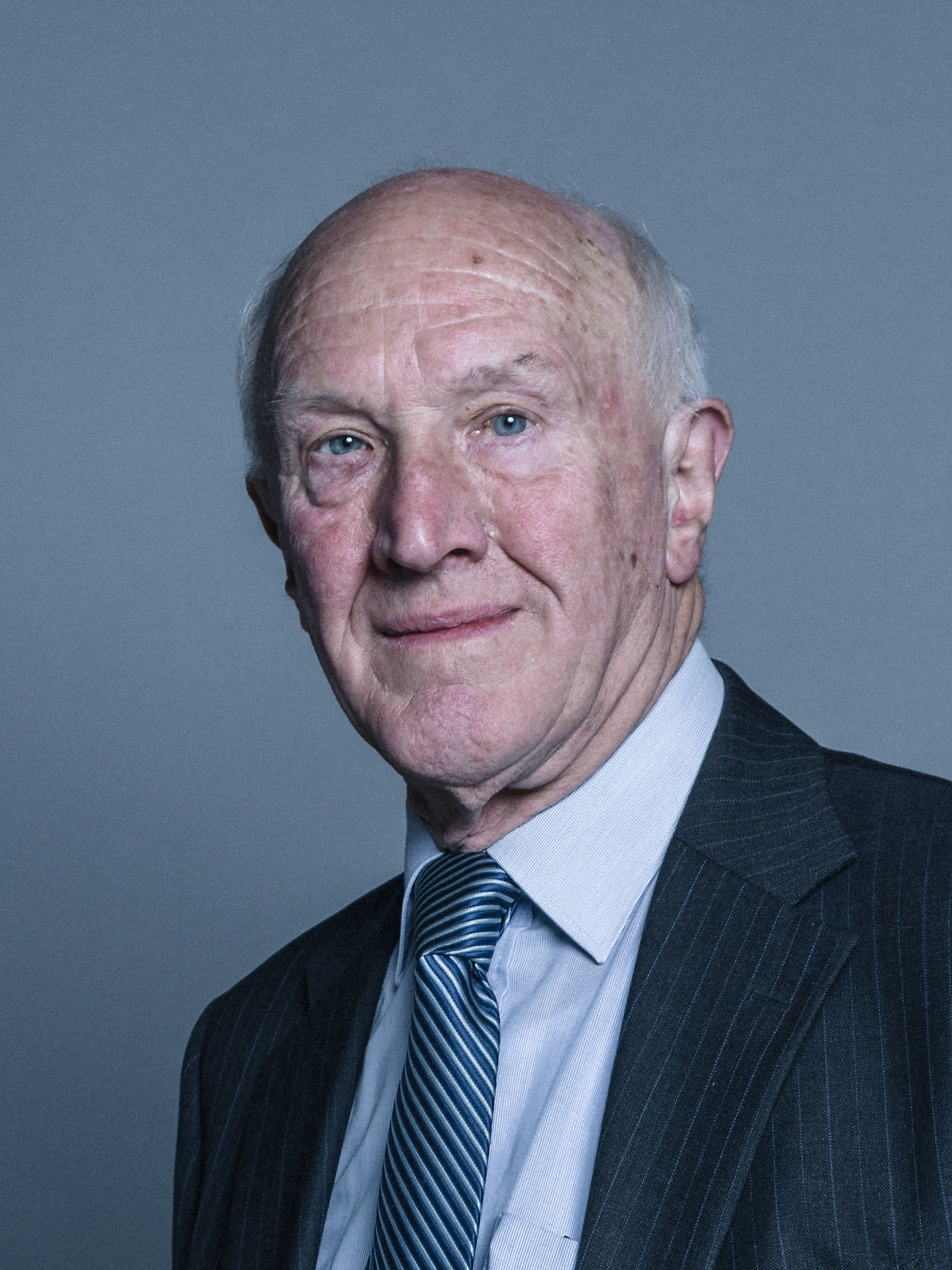
David Clark, Baron Clark of Windermere

David George Clark, Baron Clark of Windermere PC DL (* 19. Oktober 1939 in Castle Douglas, Dumfries and Galloway, Schottland) ist ein britischer Politiker der Labour Party, der unter anderem 1997 bis 1998 Chancellor of the Duchy of Lancaster war. Als Life Peer ist er Mitglied im House of Lords.

## Leben

### Unterhausabgeordneter
Nach dem Besuch der Bowness Elementary School und der Windermere Grammar School arbeitete Clark erst als Waldarbeiter und danach als Laborassistent, ehe er zwischen 1960 und 1965 Wirtschaftswissenschaften an der Victoria University of Manchester studierte. Nachdem er dort einen Bachelor of Arts (B.A. Economics) sowie einen Master of Science (M.Sc.) erworben hatte, war er zwischen 1965 und 1970 Lecturer für Staat und Verwaltung an der University of Salford sowie von 1967 bis 1970 Tutor an der Victoria University of Manchester.
Clark kandidierte ohne Erfolg bei den Unterhauswahlen 1966 erstmals als Bewerber der Labour Party für das House of Commons im Wahlkreis Manchester Withington. Bei den Unterhauswahlen vom 18. Juni 1970 wurde er im Wahlkreis Colne Valley zum Mitglied des Unterhauses gewählt und gehörte diesem bis zum 28. Februar 1974 an. Bei den Unterhauswahlen vom 28. Februar 1974 unterlag dem Kandidaten der Liberal Party, Richard Wainwright, den er selbst vier Jahre zuvor besiegt hatte. Während seiner Parlamentszugehörigkeit war er zwischen 1972 und 1974 Sprecher der oppositionellen Labour-Fraktion für Landwirtschaft, Fischerei und Ernährung.
Bei den Unterhauswahlen vom 3. Mai 1979 wurde er wieder in das House of Commons gewählt und vertrat dort bis 2001 den Wahlkreis South Shields. Zugleich war er zwischen 1980 und 1997 sowie erneut von 1998 bis 2005 Mitglied der Parlamentarischen Versammlung der NATO. In dieser Zeit war er im Unterhaus zuerst von 1980 bis 1981 Oppositionssprecher für Verteidigungspolitik, danach für Umwelt, zwischen 1987 und 1992 für Ernährung, Landwirtschaft und ländliche Angelegenheit und zuletzt von 1992 bis 1997 für Verteidigung, Abrüstung und Rüstungskontrolle.

### Mitglied des Oberhauses
Nach dem Wahlsieg der Labour Party bei den Unterhauswahlen vom 1. Mai 1997 wurde er von Premierminister Tony Blair zum Chancellor of the Duchy of Lancaster ernannt und behielt dieses Amt bis Juli 1998.
Nach seinem Ausscheiden aus dem Unterhaus wurde er am 2. Juli 2001 zum Life Peer mit dem Titel Baron Clark of Windermere, of Windermere in the County of Cumbria, in den Adelsstand erhoben und gehört seither dem House of Lords an. Zwischen 2001 und 2005 war er Leiter der britischen Delegation bei der Parlamentarischen Versammlung der NATO.
Baron Clark, der auch Direktor des Fußballvereins Carlisle United und Vorsitzender der Partnerschaft für den Nationalpark Lake District ist, wurde 2006 Deputy Lieutenant von Cumbria.